# Southside (Dublín)
Southside (gaèlic irlandès Taobh Ó Dheas) no és una àrea administrativa oficial sinó un terme col·loquial que es refereix a l'àrea del comtat de Dublín limitada al nord pel riu Liffey, a l'est per la badia de Dublín, al sud i a l'oest per les fronteres del comtat de Dublín. Des de 1994 l'àrea de l'antic comtat de Dublín és dividida en tres comtats administratius, does dels quals Dublín Sud i Dún Laoghaire–Rathdown es troben al Southside. La seva contrapart és el Northside.

## Àrees del Southside
El Southside inclou la part de la ciutat de Dublin situada al centre sud del Liffey, inclosos Grafton Street i altres ciutats importants., i també àrees de l'interior com The Liberties / The Coombe i Temple Bar.
Més enllà del centre de la ciutat, el Southside (en sentit geogràfic) inclou els districtes anomenats ací, molts dels noms són antics, fins i tot alguns eren antigues townlands rurals: 
- Adamstown
- Ballinteer
- Ballsbridge
- Ballyboden
- Ballybrack
- Ballyfermot
- Ballymount
- Ballyroan
- Belfield
- Blackrock
- Booterstown
- Cabinteely
- Cherrywood
- Churchtown
- Citywest (business park)
- Clondalkin
- Clonskeagh
- Cornelscourt
- Crumlin
- Dalkey
- Deansgrange
- Dolphin's Barn
- Donnybrook
- Drimnagh
- Dundrum
- Dún Laoghaire
- Edmondstown
- Firhouse
- Fox and Geese
- Foxrock
- Galloping Green
- Glasthule
- Glenageary
- Glencullen
- Goatstown
- Greenhills
- Harold's Cross
- Inchicore
- Irishtown
- Jobstown
- Killiney
- Kilmacud
- Kilmainham
- Kilternan
- Kimmage
- Knocklyon
- Leopardstown
- Loughlinstown
- Lucan
- Milltown
- Monkstown
- Mount Merrion
- Newcastle
- Park West
- Palmerstown
- Ranelagh
- Rathcoole
- Rathfarnham
- Rathgar
- Rathmichael
- Rathmines
- Rialto
- Ringsend
- Rockbrook
- Saggart
- Sallynoggin
- Sandycove
- Sandyford
- Sandymount
- Shankill
- Stepaside
- Stillorgan
- Tallaght
- Templeogue
- Terenure
- Walkinstown
- Whitechurch
- Windy Arbour

## Notables Southsiders
- Austin Clarke
- Liam Cosgrave
- Éamon de Valera
- Ian Douglas
- Damien Duff
- Garret FitzGerald
- Bob Geldof
- John & Edward
- Shane Jennings
- James Joyce
- Graham Kavanagh
- Robbie Keane
- Joe McKinney
- Kevin O'Brien
- Niall O'Brien
- Ross O'Carroll-Kelly (en ficció)
- Dominic Ryan
- The Script
- Dave Tilson
- Oscar Wilde